# Phrynosoma taurus
Espèce
Statut de conservation UICN

 LC  : Préoccupation mineure
Phrynosoma taurus est une espèce de sauriens de la famille des Phrynosomatidae.

## Répartition
Cette espèce est endémique du Mexique. Elle se rencontre dans les États de Puebla et du Guerrero.

## Description
Ce lézard est terrestre et vivipare.

## Publication originale
- Dugès, 1873 : Una nueva especie de camaleon. La Naturaleza, vol. 2, p. 302-305 (texte intégral).